# HMS Grafton (1892)
HMS Grafton byl britský křižník první třídy třídy Edgar. Na vodu byl spuštěn 30. ledna 1892. Sloužil v první světové válce se svými sestrami HMS Endymion, HMS Edgar a HMS Theseus. Byl prodán v Plymouthu 1. července 1920.
10. června 1917 byl torpédován německou ponorkou UB-43 250 kilometrů východně od Malty a byl poškozen, ale bezpečně dopraven do přístavu na Maltě. Útok si nevyžádal žádné oběti.